# Cascada de Cimbarra
Cascada de Cimbarra este o arie protejată (arie specială de conservare — SAC, sit de importanță comunitară — SCI, arie de protecție specială avifaunistică — SPA) din Spania întinsă pe o suprafață de 558,24 ha, integral pe uscat.

## Localizare
Centrul sitului Cascada de Cimbarra este situat la coordonatele 38°23′29″N 3°21′50″W / 38.3914°N 3.364°V.

## Înființare
Situl Cascada de Cimbarra a fost declarat sit de importanță comunitară în decembrie 1997 pentru a proteja 17 specii de animale. Alte tipuri de protecție:
- arie de protecție specială avifaunistică (în octombrie 2002)[4]
- arie specială de conservare (în aprilie 2015)[3][5][6]

## Biodiversitate
Situată în ecoregiunea mediteraneană, aria protejată conține 8 habitate naturale: Galerii și tufărișuri riverane sudice (Nerio-Tamaricetea și Securinegion tinctoriae), Păduri termofile cu Fraxinus angustifolia, Păduri de Quercus ilex și Quercus rotundifolia, Tufărișuri termo-mediteraneene și de pre-deșert, Pante stâncoase silicioase cu vegetație casmofită, Păduri aluvionare cu Alnus glutinosa și Fraxinus excelsior (Alno-Padion, Alnion incanae, Salicion albae), Dehesas cu Quercus spp. perene, Cursuri de apă de la nivel de câmpie la nivel montan, cu vegetație Ranunculion fluitantis și Callitricho-Batrachion.
La baza desemnării sitului se află mai multe specii protejate:
- păsări (10): vulturul negru (Aegypius monachus), pescăruș albastru (Alcedo atthis), Aquila adalberti, acvilă de munte (Aquila chrysaetos), Aquila fasciata, buha (Bubo bubo), Certhia brachydactyla, barză neagră (Ciconia nigra), acvilă pitică (Hieraaetus pennatus), mărăcinar negru (Saxicola torquatus)
- mamifere (3): lupul (Canis lupus), vidră de râu (Lutra lutra), râs iberic (Lynx pardinus)
- pești (2): Pseudochondrostoma willkommii, Squalius alburnoides
- reptile (2): țestoasa de baltă (Emys orbicularis), Mauremys leprosa

Pe lângă speciile protejate, pe teritoriul sitului au mai fost identificate 7 specii de plante, 17 specii de păsări, 9 specii de mamifere, 3 specii de reptile.